# Mariam Mahamat Adjid
Mariam Mahamat Adjid, née le 8 avril 1994 à N'Djaména est une juriste d'affaires internationales et romancière tchadienne.

## Biographie
Mariam Mahamat Adjid nait le 8 avril 1994 à N'Djaména. Elle est juriste d'affaires internationales et romancière tchadienne. Elle est l'auteure de Désirs inassouvis, paru en 2014 aux éditions Toumaï et Le Crime d'être né, paru en 2017 aux éditions Almouna. Elle est lauréate du prix de la plume féminine  2023, décerné lors du Mois du livre et de la lecture au Tchad,,,.

## Publications
- Désirs Inassouvis , Editions Toumai en coédition avec NENA , 2022, 74p  (ISBN 978-2-37918-534-2)[6].

- Le Crime d’être né, 2017, Edition Al-Mouna, Tchad, 2017,110p [7],[8]

## Prix
- Prix de la plume féminine 2023[8]